# 676 (numero)
Seicentosettantasei (676) è il numero naturale dopo il 675 e prima del 677.

## Proprietà matematiche
- È un numero pari.
- È un numero composto, con 9 divisori: 1, 2, 4, 13, 26, 52, 169, 338, 676. Poiché la somma dei suoi divisori (escluso il numero stesso) è 605 < 676, è un numero difettivo.
- È un quadrato perfetto, infatti 26x26 = 262 = 676.
- È un numero palindromo nel sistema numerico decimale, nel sistema di numerazione posizionale a base 11 (565) e in quello a base 12 (484).
- È un numero potente.
- È un numero malvagio.

## Astronomia
- 676 Melitta è un asteroide della fascia principale.
- NGC 676 è un galassia spirale della costellazione dei Pesci.

## Astronautica
- Cosmos 676 è un satellite artificiale russo.